# 南楼吴氏宗祠
南楼吴氏宗祠，位于中华人民共和国浙江省金华市兰溪市兰江街道，是浙江省省级文物保护单位之一。
2017年1月13日，南楼吴氏宗祠被列入第七批浙江省文物保护单位，该文物保护单位是一座古建筑。